# Mesoamerika
Mesoamerika er området fra det centrale Mexico og gennem Mellemamerika, hvor flere beslægtede kulturer opstod før Columbus' opdagelse af den nye verden. Tillægsordet mesoamerikansk bruges om gruppen af præcolumbianske kulturer.
Nogle fælles mesoamerikanske træk er intensivt landbrug overvejende baseret på majskorn; dyrkelse af guder (en regngud, en solgud, en fjerklædt slangegud (Quetzalcoatl)), anvendelsen af dels en rituel kalender på 260 dage, dels en solårskalender; opførelse af templer ovenpå trin-pyramider; et rituelt boldspil;
Mesoamerikanske civilisationer er olmeker, maya, mixteker, zapoteker, huasteker, tarasker, teotihuacan, totonak, tolteker og azteker.
16°N 93°V / 16°N 93°V